# XIII. Henrik bajor herceg
XIII. Henrik alsó-bajor herceg (1235. november 19. – 1290. február 3.) II. Géza magyar király ükunokája. Ottó magyar király apja.

## Élete

### Származása
II. (Wittelsbach) Ottó bajorországi herceg és Brunszvik Ágnes rajnai grófnő második gyermekeként jött világra. A szülők 1222-ben házasodtak össze.
Apai nagyszülei: I. Lajos bajor herceg és Bohémiai Ludmilla hercegnő
Anyai nagyszülei: V. Henrik rajnai gróf és első hitvese, Hohenstaufen Ágnes rajnai grófnő
Testvérei: 
Lajos (1229. április 13 - 1294. február 2.), a későbbi II. Lajos felső-bajorországi herceg, aki háromszor nősült: 

### Házassága
1254. augusztus 2-án elvette a 27 éves Brabant-i Mária hercegnőt, akit 1256. január 18-án, árulás és házasságtörés vádjával lefejeztek Donauwörth-ben, férje parancsára. Gyermekük nem született. 
- Második hitvese a csupán 10 esztendős Glogau-i Anna hercegnő lett 1260-ban. 1261-ben lányuk született, Mária, aki később a marienburg-i apátságban lett apáca. 1267-ben fiuk született, Lajos, aki sajnos 23 évesen halálos balesetet szenvedett egy nürnberg-i lovagi tornán. Anna 1271-ben elhunyt.
- Az özvegy Lajos újból megházasodott, harmadik neje a 20 éves Habsburg Matilda német királyi hercegnő lett 1273. október 24-én. Egy év múlva világra jött Rudolf, aki 1294. szeptember elsején elvette a 15 esztendős Nassau-i Mechtild német királyi hercegnőt. Hat gyermekük született: Lajos, Adolf, Rudolf, Rupert, Matilda és Anna.
- Lajos és Matilda következő gyermeke Mechtild volt, aki 1275-ben született, s 1288-ban hozzáment a 22 éves II. Ottó Brunszvik-lüneburgi herceghez, akinek öt gyermeket szült, Jánost, Ottót, Lajost, Vilmost és Matildát.
- Mechtild után született Ágnes 1276-ban, aki kétszer ment férjhez: első férje 1290-ben a 25 éves Hesse-i Henrik tartománygróf lett, akinek egy leányt szült, Ágnest, 1285-ben. 1298-ban Ágnes megözvegyült, s 1303-ban újból férjhez ment: második hitvese a 47 éves I. Henrik brandenburg-i őrgróf lett. Három gyermekük született: Henrik, Zsófia és Judit.
- Ágnes után jött világra Anna 1280-ban, aki később apáca lett Ulmban.
- Annának már csak egy öccse született utána: Lajos, 1282-ben, aki 1314-től IV. Lajos néven német-római király lett. 1327-től Itália királya volt, 1328-től pedig német-római császár is lett.
- Kétszer nősült: először a 18 éves Ṡwidnica-i Beatrix lengyel hercegnő lett a hitvese 1308-ban. Hat gyermekük született: Matilda, egy ismeretlen nevű leány, Lajos, Anna, Ágnes és István.
- 1322-ben Lajos megözvegyült, s 1324-ben elvette a 16 esztendős II. Margit hainaut-i grófnőt. 10 gyermekük jött világra, Margit, Anna, Lajos, Erzsébet, Vilmos, Ágnes, Albert, Ottó, Beatrix és Louis.

Erzsébet (1227-1273. október 9.), aki 1246. szeptember 1-jén hozzáment a 18 éves Hohenstaufen Konrád sváb herceghez, aki 1237-től Itália királya is volt, születése napjától pedig Jeruzsálem királya lett, anyja révén. Német-római király volt 1237-től. 1252-ben a párnak fia született, Konrád. 1254-ben Erzsébet megözvegyült. Új férje a 21 esztendős II. Menyhért karinthia-i herceg lett 1259-ben. Hat gyermekük jött világra: Erzsébet, Ottó, Albert, Lajos, Henrik és Ágnes.
Zsófia (1236-1289. augusztus 9.), ő 1258-ban nőül ment IV. Gerhard sulzbach és hirschberg-i grófhoz. 
Ágnes (1240-1306), aki apáca lett később a segenstal-i apátságban.

### Uralkodása
1254-ben Henrik bátyja, Lajos lett apjuk örököse a hercegi trónon, II. Lajos néven, ám az ország kettéosztása után Henrik, XIII. Henrik néven ugyancsak herceg lett, Lajos kormányozta Felső-Bajorországot, Henrik pedig Alsó-Bajorországot. Anyjuk családi örökségeként Lajos megkapta a Rajnai Grófság kormányzását is, mely tartomány Ágnesre szállt 1214-ben, amikor egyetlen fivére, a 17 éves VI. Henrik gróf gyermektelenül hunyt el, amikor pedig Ágnes nőül ment Ottóhoz, a frigy által ez a tartomány is az újdonsült férjre szállt át.
Kezdetben Landshut várában rendezkedett be, mialatt már folytak a burghausen-i kastély építési munkálatai,s ide tette át később székhelyét. Mivel a korabeli jogszokás szerint nem lett volna szabad a fivéreknek felosztani egymás között a hercegség területét, így a bajor püspök erős elégedetlenségének adott hangot, s 1257-ben összeesküvést szervezett a cseh II. Ottokár királlyal, aki még azév augusztusában be is tört seregével Bajorországba. A támadást szerencsére, közös erővel sikerült visszavernie a fivéreknek, annak ellenére, hogy előtte sok dologban nem egyezett a véleményük, s gyakran vitatkoztak egymással.
Henrik a későbbiekben még más egyházi főméltóságokkal is hadat viselt, például a salzburg-i érsekkel, s a passau-i püspökkel. A II. Ottokár cseh király és I. Rudolf német király közötti konfliktusban a herceg hol az egyik, hol a másik fél mellett foglalt állást. Harcias természete ellenére azonban Henrik bajor békerendeleteket is kiadott, s az egyik ilyen szerint: ,, Aki éjszaka lámpás nélkül lép ki az utcára, az megsérti a békeidő nyugalmát, s tette majdhogynem bűncselekménynek számít. " A szabály kiterjesztésre került, tehát már nem csak Landshut városára vonatkozott, hanem a herceg felségterületein lévő egyéb városok lakói sem hordhattak maguknál kardot vagy tőrt napközben, mert az súlyos büntetést vonhatott maga után.

### Utódai
Henriket elsőszülött fia, Ottó követte a hercegi trónon, 1290-ben, III. Ottó néven, aki 1305 és 1307 között magyar és horvát király is volt. Henrik vérvonala sajnos 1340-ben kihalt, így bátyja, Lajos fia vitte tovább a család férfiágát, IV. Lajos német-római császár néven.